# Wallengrenia
Genre
Synonymes
- Catia Godman in Godman & Salvin, 1900[1]

Wallengrenia est un genre de lépidoptères (papillons) américains de la famille des Hesperiidae.

## Taxonomie
Le genre Wallengrenia a été décrit en 1897 par l'entomologiste argentin Carlos Berg (1843-1902). Son espèce type est Hesperia premnas  Wallengren, 1860.

## Liste des espèces et distributions géographiques
Le genre Wallengrenia contient au moins les trois espèces suivantes,, :
- Wallengrenia otho (Smith, 1797) — répandu du Sud-Est de l'Amérique du Nord à l'Amérique du Sud.
- Wallengrenia egeremet (Scudder, 1863) — moitié est de l'Amérique du Nord.
- Wallengrenia premnas (Wallengren, 1860) — Amérique du Sud.

Peuvent s'y ajouter en fonction des sources les taxons suivants, qui sont considérés soit comme des espèces, soit comme des sous-espèces de Wallengrenia otho :
- Wallengrenia misera (Lucas, 1857) — Cuba, Nord des Bahamas.
- Wallengrenia vesuria (Plötz, 1882) — Jamaïque.
- Wallengrenia drury (Latreille, [1824]) — Sud des Bahamas, îles Turques-et-Caïques, Hispaniola, Porto Rico, îles Vierges.
- Wallengrenia ophites (Mabille, 1878) — l’Hespérie orangée — îles du Vent (Petites Antilles).
- Wallengrenia sapuca Evans, 1955 — Paraguay, Argentine.

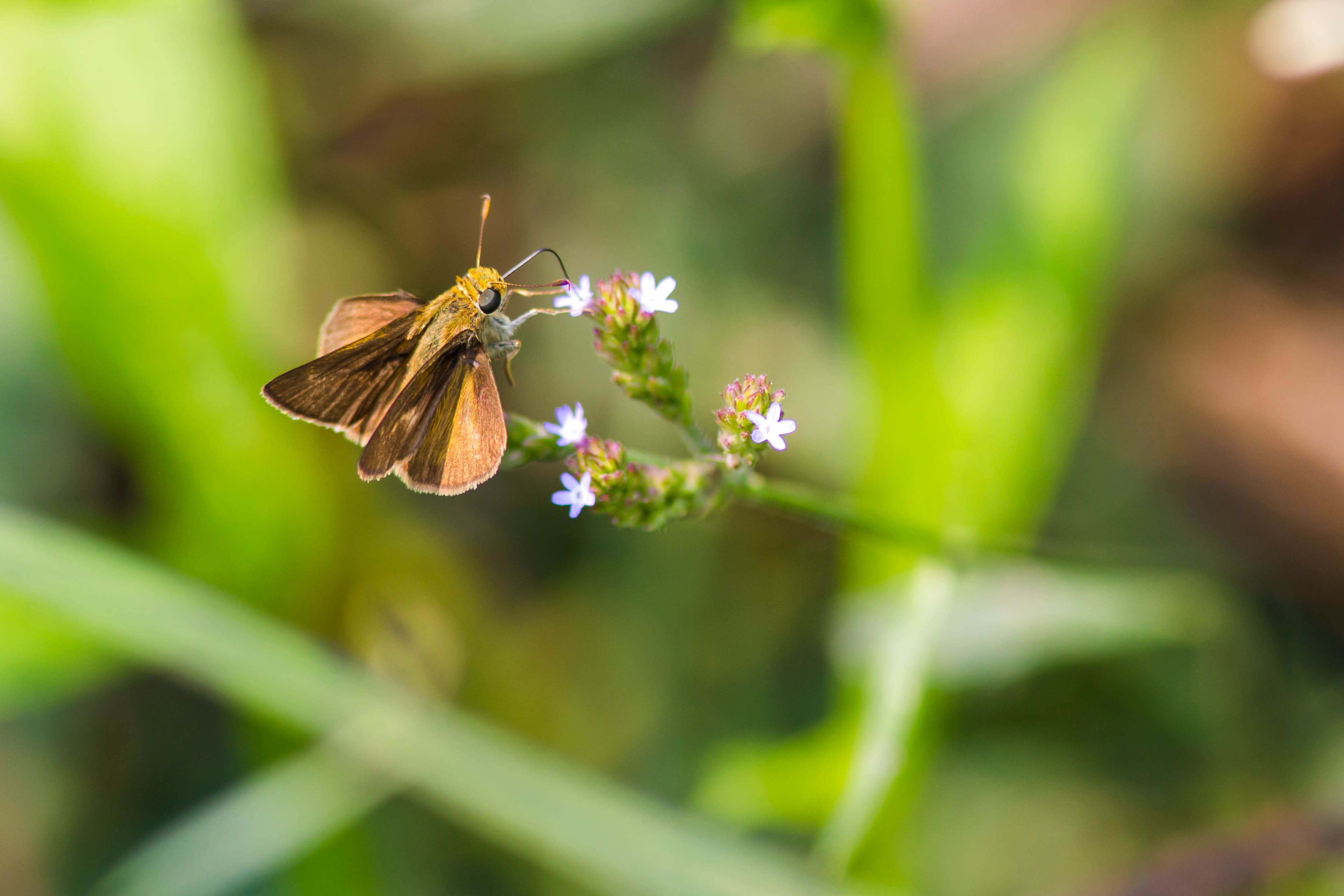
Wallengrenia egeremet, dessus.
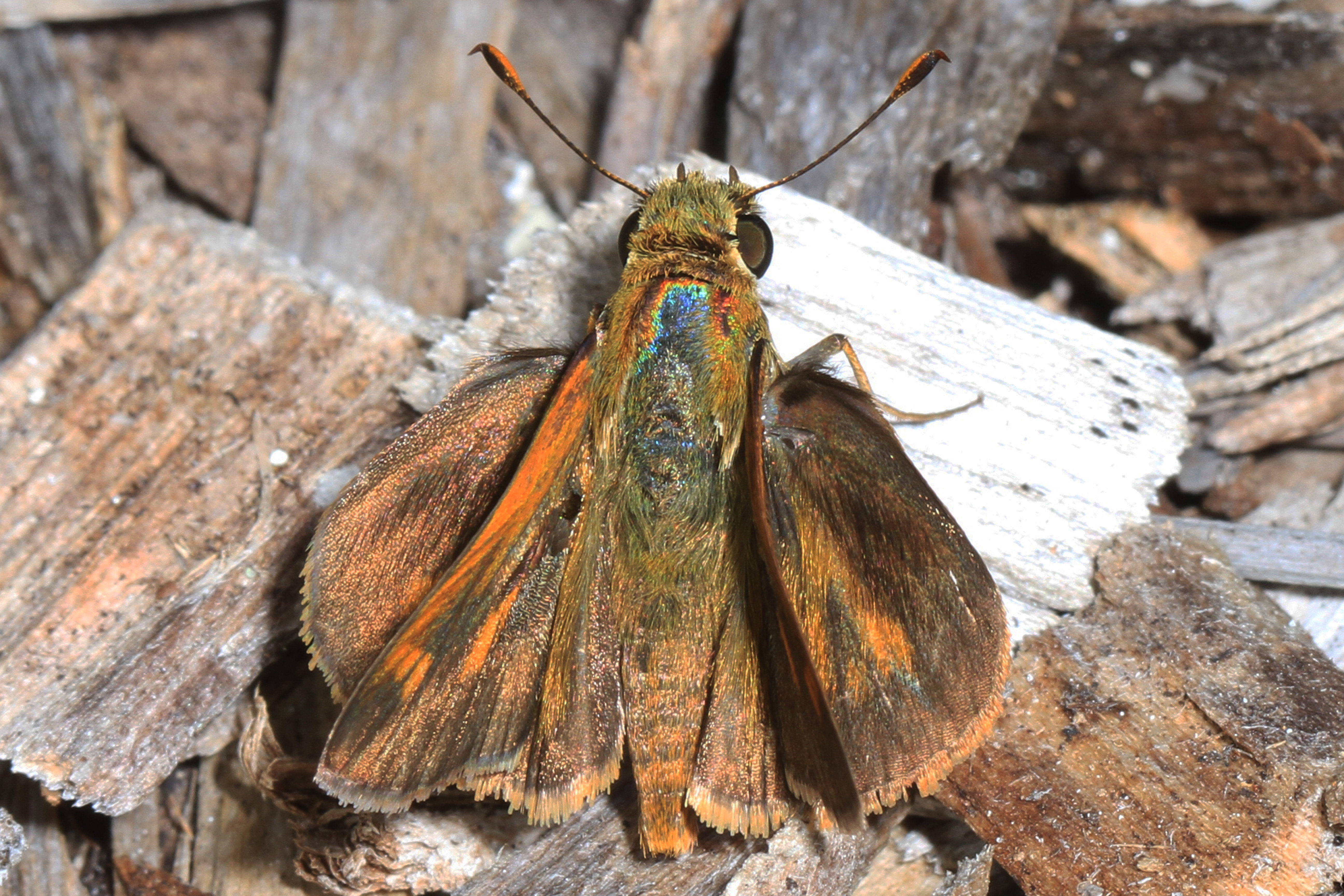
Wallengrenia otho, dessus.
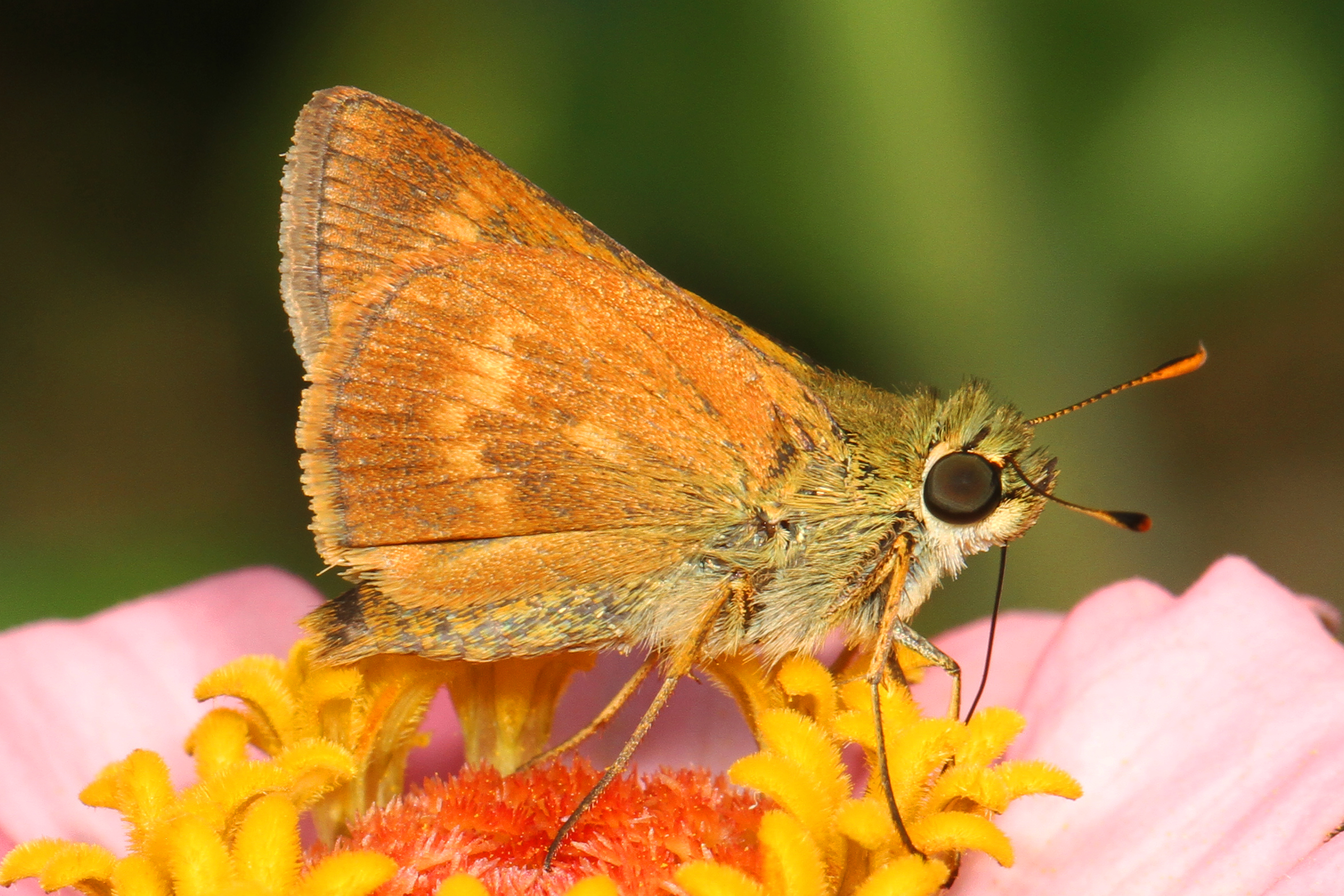
Wallengrenia otho, revers.
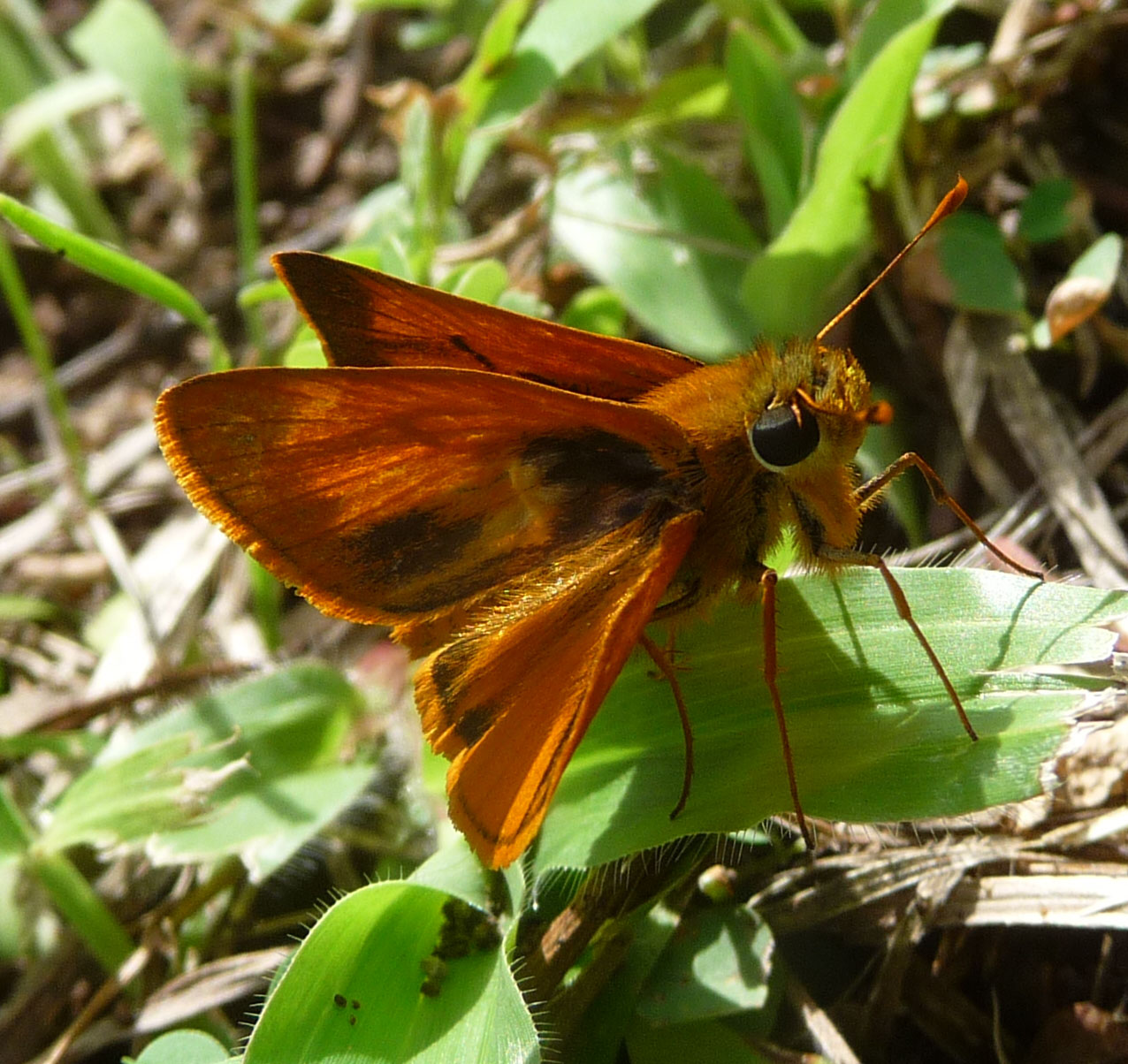
Wallengrenia ophites, mâle.